# Гонсалу Пасієнсія
Гонсалу Пасієнсія (порт. Gonçalo Paciência, нар. 1 серпня 1994, Порту) — португальський футболіст, центральний нападник клубу «Сельта» і збірної Португалії. На умовах оренди грає за німецький «Бохум».

## Клубна кар'єра
Народився 1 серпня 1994 року в місті Порту в родині футболіста, гравця португальської збірної та одного з лідерів місцевого клубу «Порту», Домінгуша Пасієнсії. Вихованець юнацької команди того ж «Порту».
За другу команду клубу він дебютував в сезоні 2013/14. У сезоні 2014/15 років Гонсалу був гравцем ротації фарм-клубу, а також почав залучатися до ігор першої команди. Його дебют за першу команду «Порту» відбувся 25 січня 2015 року в матчі проти «Марітіму». Це був його єдиний матч за першу команду в дебютному сезоні.
29 липня 2015 року був відданий на сезон в оренду в «Академіку». Більшість часу, проведеного у складі «Академіки» (Коїмбра), був основним гравцем атакувальної ланки команди, але не врятував команду від вильоту, зайнявши останнє 18 місце.
Згодом також на умовах оренди встиг пограти за грецький «Олімпіакос», а також португальські команди «Ріу-Аве» та «Віторія» (Сетубал). На початку 2018 року повернувся до «Порту», за основну команду якого у другій половині сезону 2017/18 провів 9 ігор.
До складу німецького клубу «Айнтрахт» (Франкфурт-на-Майні) приєднався влітку 2018 року.
16 вересня 2020 на сезон був орендований до складу «Шальке 04».

## Виступи за збірні
2009 року дебютував у складі юнацької збірної Португалії, взяв участь у 38 іграх на юнацькому рівні, відзначившись 15 забитими голами.
З 2013 року залучався до складу молодіжної збірної Португалії. Він був включений в заявку на молодіжний чемпіонат світу 2013 року, проте не зіграв на ньому через травму. За два роки Гонсалу став фіналістом молодіжного чемпіонату Європи 2015 року, що дозволило португальцям кваліфікуватись на футбольний турнір Олімпійських ігор. Загалом на молодіжному рівні зіграв у 13 офіційних матчах, забив 5 голів.
2016 року захищав кольори олімпійської збірної Португалії на Олімпійських іграх 2016 року у Ріо-де-Жанейро.
2017 року дебютував в офіційних матчах у складі національної збірної Португалії.

## Особисте життя
Батько Гонсалу, Домінгуш Пасієнсія — колишній футболіст «Порту» та національної збірної Португалії, учасник Євро-1996. Нині працює футбольним тренером.

## Титули і досягнення
- Чемпіон Португалії (1):

«Порту»: 2017-18
- Володар Ліги Європи УЄФА (1):

«Айнтрахт»: 2021-22